# Архиепархия Утрехта

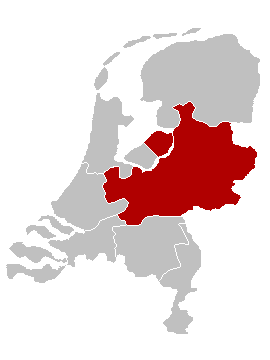
Карта расположения архиепархии Утрехта

 Архиепархия Утрехта  (лат.  Archidioecesis Ultraiectensis) — архиепархия Римско-Католической Церкви с центром в городе Утрехт, Нидерланды. В архиепархию Утрехта входят епархии Бреды, Гронингена-Леувардена, Рурмонда, Роттердама, Харлема-Амстердама, Хертогенбоса.

## История
Епархия Утрехта была основана в 695 году после того, как в Римский папа Сергий I рукоположил в епископа святого Виллиброрда для проповедования католицизма среди фризов. В 1024 году епархия была возведена в ранг епископского княжества, в которое вошли, кроме Утрехта, земли нынешних провинций Гронинген, Дренте и Оверэйсел. Епископ Утрехта избирался и утверждался императором Священной Римской империи. В 1122 году после Вормсского конкордата право императорской инвеституры было отменено и епископ Утрехта стал избираться церковным синодом, в результате чего светская власть епископа-князя Утрехта была частично утрачена и ограничена пределами города Утрехта. Утрехтский епископ постоянно пытался вернуть потерянное политическое влияние во всем княжестве. Эта ситуация постоянно приводила к частным спорам и судебным разбирательствам, что вынуждало Ватикан вмешиваться для отмены решений местных церковных синодов. После XIV века папы римские стали назначать епископа Утрехта своей непосредственной волей. В 1527 году последний князь-епископ Утрехта отказался от светской власти в пользу императора Карла V и Утрехтское епископство оказалось под властью династии Габсбургов.
В 1559 году епархия Утрехта уступила часть своей территории в пользу епархий Харлема (в настоящее время — епархия Харлема-Амстердама), Девентера и Гронингена (в настоящее время — епархия Гронингена-Леувардена).
Во время Реформации архиепархия Утрехта пришла в упадок. 14 июня 1580 года деятельность Католической церкви была полностью запрещена магистратом Утрехта. Кафедральный собор святой Екатерины при Реформации был опустошен. 25 августа 1580 года умер епископ Шенк и после его смерти двум его преемникам не удавалось занять епископскую кафедру в Утрехте из-за противодействия протестантов.
В 1592 году папа римский Климент VII объявил земли к северу от реки Ваал территорией католической миссии под управлением Апостольского викариата Оландесе. Кафедра архиепархии Утрехта оставалась вакантной до 1602 года, когда её заняли апостольские викарии Апостольского викариата Оландесе. По соглашению с голландским правительством викарии Апостольского викариата рукополагались в епископа с условием, что они не будут называться епископом Утрехта.
В XVII веке среди католического духовенства архиепархии Утрехта распространились идеи галликанства и янсенизма. Большинство епархиального духовенства, подверженного галликанизму, поддерживало право избирать своего епископа. В 1723 году, католическое духовенство, получив разрешение голландского правительства, собрало синод, на котором предоставили себе право избирать епископа. Бенедикт XIII приостановил решение этого синода, а участников отлучил от церкви. Эта ситуация привела к возникновению раскола и появлению галликанской церкви в Голландии. Этот раскол существует до сих пор. В 1795 году правительство Нидерландов разрешило всем гражданам, в том числе и католикам, свободно исповедовать свою веру.
4 марта 1853 года в Голландии было воссоздана католическая иерархия и архиепархия Утрехта стала действовать без всяких препятствий.

## Ординарииархиепархии

### Ординарии до Реформации
| - святой Виллиброрд (695—739) - Вера (739?—752/3) - святой Эобан Утрехтский (753—754) - святой Григорий Утрехтский (754—775) - святой Альберик I (775—784) - Теодард (784—790) - Хамакар (790—806) - Рикфрид (806—820) - святой Фредерик I (820—835/838) - Альберик II (835/838—845) - Эгинхард (845) - Людгер (848—853/856) - святой Хунгер Утрехтский (853/856—866) - Адальбольд I (866—899) - Эгильбальд (899/900—901) - святой Радбод (899/900—917) - Бальдрик (917/8—975/6) - Фольмар (976—990) - Балдуин I (991—995) - святой Ансфрид Утрехтский (995—1010) - Адабольд II (1010—1026) - святой Бернольд Утрехтский (1026/7-1054) - Виллем I (1054—1076) - Конрад (1076—1099) - Бурхард (1100—1112) - Годбальд (1114—1127) - Андреас ван Куйик (1127/8-1139) - Хартберт (1139—1150) - Херман ван Хорне (1151—1156) - Годфри ван Ренен (1156—1178) - Балдуин II ван Холланд (1178—1196) - Арнольд I ван Изенбург (1196—1197) - Дирк I ван Холланд (1197) - Дирк II ван Аре (1197/8-1212) | - Оттон I (1212—1215) - Оттон I ван Липпе (1216—1227) - Вильбранд ван Ольденбург (1227—1233) - Оттон III ван Холланд (1233—1249) - Гозевийн ван Амстел (1249—1250) - Генри I ван Вианден (1250/2-1267) - Иоанн I ван Нассау (1267—1290) - Иоанн II ван Зирк (1290—1296) - Виллем II Бертут (1296—1301) - Гуй ван Авеннес (1301—1317) - Фредерик II ван Зирк (1317—1322) - Якоб ван Удсхоорн (1322) - Иоанн III ван Дист (1322—1340) - Иоанн IV ван Аркель (1342—1364) - Иоанн V ван Вирнебург (1364—1371) - Арнольд II ван Хоорн (1371—1379) - Флорис ван Вевелинкховен (1379—1393) - Фредерик III ван Бланкенхейм (1393—1423) - Рудольф Ван Дипхольт (1423—1455) - Зведер ван Кулемборг (1425—1433) - Вальравен ван Меурс (1434—1448) - Гийсбрехт Ван Бредероде (1455—1456) - Давид Бургундский (1456—1496) - Фредерик IV ван Баден (1496—1517) - Филипп Бургундский (1517—1524) - Генрих Пфальцский (1524—1529) - Виллем III ван Энкенворт (1529—1534) - Георг ван Эгмонд (1534—1559) - Фредерик V Шенк ван Тутенбург (1559—1580) - Херман ван Ренненберг (1580—1592) - Иоанн ван Брухесен (1592—1600) |

### Апостольские викарии
| - Sasbout Vosmeer (1602—1614) - Philippus Rovenius (1620—1651) - Jacobus de la Torre (1651—1661) - Johannes van Neercassel (1661—1686) - Petrus Codde (1688—1704) - Gerhard Potcamp (1705) - Adam Daemen (1707—1717) - Johannes van Bijlevelt (1717—1727) - Joseph Spinelli (1727—1731) - Vincentius Montalto (1731—1732) - Silvester Valenti Gonzaga (1732—1736) - Franciscus Goddard (1736—1737) - Lucas Melchior Tempi (1737—1743) - Petrus Paulus Testa (1744) - Ignatius Crivelli (1744—1755) | - Carolus Molinari (1755—1763) - Batholomeus Soffredini (1763) - Thomas Maria Ghilini (1763—1775) - Joannes Antonius Maggiora (1775—1776) - Ignatius Busca (1776—1785) - Michael Causati (1785—1786) - Antonius Felix Zondadari (1786—1792) - Caesar di Brancadoro (1792—1794) - Ludovicus Ciamberlani (1794—1828) - Franciscus Cappacini (1829—1831) - Antonius Antonucci (1831—1841) - Innocentius Ferrieri (1841—1847) - Johannes Zwijsen (1847—1848) - Carolus Belgrado (1848—1853) |

### Ординарии после воссоздания архиепархии
- Йоханнес Цвайсен — (1853—1868);
- Андреас Игнатиус Шаэпман — (1868—1882);
- Петрус Маттиас Сникерс — (1883—1895);
- Генрикус ван де Ветеринг — (1895—1929);
- Йоханнес Генрикус Герардус Янсен — (1930—1936);
- кардинал Йоханнес де Йонг — (1936—1955);
- кардинал Бернардус Йоханнес Алфринк — (1955—1975);
- кардинал Йоханнес Герардус Мария Виллебрандс — (1975—1983);
- кардинал Адрианус Йоханнес Симонис — (1983—2007);
- кардинал Виллем Якоб Эйк — (2007 — по настоящее время).

## Источник
- Annuario pontificio, Ватикан, 2005